# Zmajolika krivulja
Zmajolika krivulja (en. Dragon curve) je beskonačno gusta krivulja koja je dobila ime po mitološkom biću kojemu sliči. Ponekad se to ime koristi za sve fraktalne krivulje koje se mogu konstruirati rekurzivnim metodama kao što je Lindenmayerov sustav.

## Heighwayova zmajolika krivulja
Zmajolikom krivuljom (u užem smislu) obično se naziva ova krivulja. Prvi su je istraživali NASA-ini fizičari John Heighway, Bruce Banks i William Harter. Opisao ju je Martin Gardner u kolumni Matematičke igre (Mathematical Games) u časopisu Scientific American 1967. godine. Bila je nacrtana na naslovnim stranicama dijelova romana Michaela Crichtona Jurski park.

### Konstrukcija
Najčešće se crta pomoću L-sustava:
- kut: 90
- početak: FX
- pravila:
  - X {\displaystyle \mapsto } X + Y F +
  - Y {\displaystyle \mapsto } - F X - Y
- značenje:
  - F = "crtaj naprijed"
  - - = "zakreni u smjeru kazaljke na satu za 90"
  - + = "zakreni u smjeru suprotnom od smjera kazaljke na satu za 90"

Dakle,
- prva iteracija: F X + Y F +
- druga iteracija: F X + Y F + + - F X - Y F +
- treća iteracija: F X + Y F + + - F X - Y F + + - F X + Y F + - - F X - Y F +
- četvrta iteracija: F X + Y F + + - F X - Y F + + - F X + Y F + - - F X - Y F + + - F X + Y F + + - F X - Y F + - - F X + Y F + - - F X - Y F +

Osim toga, moguće ju je prikazati i kao sustav rekurzivnih funkcija u kompleksnoj ravnini:
{\displaystyle f_{1}(z)={\frac {(1+i)z}{2}}}
{\displaystyle f_{2}(z)=1-{\frac {(1-i)z}{2}}}.

### Svojstva
Unatoč čudnom obliku, zmajolika krivulja ima relativno jednostavne dimenzije:
Površina se jednostavno može vidjeti iz njezina popločenja: površina slike gore jest pola kvadratne jedinice.
Samosličnost je jasno vidljiva: svaki "dio" je manji za {\displaystyle {\sqrt {2}}} i rotiran za 45˚.
Fraktalna dimenzija joj je, kao i svim beskonačno gustim krivuljama u ravnini 2, a fraktalna dimenzija njezine granice se procjenjuje na 1.5238.

## Davis-Knuthova zmajolika krivulja
Na engleskom poznatija pod nazivom twindragon ("zmajevi blizanci"). Dobije se postavljajući dvije zmajolike krivulje jednu do druge (leđa o leđa) ili sustavom iteriranih funkcija:
{\displaystyle f_{1}(z)={\frac {(1+i)z}{2}}}
{\displaystyle f_{2}(z)={\frac {(1+i)z+1-i}{2}}}.